# Rimska cesta na predjelu Podi-Zapad
Rimska cesta na predjelu Podi-Zapad, arheološko nalazište u Dugopolju.

## Povijest
Nastala je od 1. do 4. stoljeća. Arheološko nalazište – rimska cesta na predjelu Podi-Zapad nalazi se sjeverozapadno od brze ceste Split-Dugopolje (D1) u Dugopolju. U prosincu 2011. godine provedena su zaštitna arheološka istraživanja ostataka rimske ceste kojima su istražena i dokumentirana dva dijela duljine po 67 m, udaljena međusobno također 67 m. Rimska cesta na predjelu Podi –Zapad u Dugopolju je dio ceste Salona - Aequum sagrađene u prvom desetljeću prvog stoljeća za vrijeme carskog namjesnika P. Kornelija Dolabele (14. – 20 g po. Kr. ). To je ujedno i prva kolna cesta koja je vodila u unutrašnjost Dalmacije, a spomen na njenu gradnju sačuvan je na četiri salonitanska natpisa (CIL III 3198a=1015a; CIL III 3200; CIL III 3201=10159; CIL III 3198b=10156b). Zaštićeno arheološko nalazište dio je rimske ceste.

## Zaštita
Pod oznakom Z-6478 zavedena je kao nepokretno kulturno dobro - pojedinačno, pravna statusa zaštićena kulturnog dobra, klasificirano kao "arheološka baština".